# 凌文渊

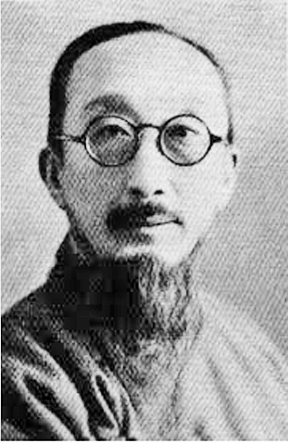

凌文渊（1876年—1944年5月），名庠，字文淵，号植之、直之、“直支”，以字行，江苏泰县（今泰州市）人。清朝及中华民国政治人物，中国画画家，书法家，经济学家。

## 生平
凌文渊毕业于两江优级师范学堂。1903年（光緒29年）他视察在大阪召开的国内劝业博览会。宣统元年（1909年），他任江苏谘议局议员，参加了張謇等人的立憲運動。
中华民国成立后，1912年1月，凌文渊任南京临时参议院议员。他还参加了立宪党。1913年4月，他当选民元国会众议院议员。5月，他参加進歩党。1917年8月梁启超任北京政府财政总长时，凌文渊任财政部参事。1922年，升任首席参事，1922年8月，凌文渊代署财政部常务次长，9月任常务次长，10月凌文渊兼任全国财政讨论委员会委员，11月、12月凌文渊曾先后两次代理财政总长。
1927年后，他辞职并离开政界，从事教育及书画艺术，曾任東方絵画協会幹事、国立艺术専門学校教授。他还和郑午昌、张善子等人在上海创办蜜蜂画社。他在上海愚园路的寓所名为“凿冰堂”。1930年他在家乡修建了隐峰园。抗日战争期间，他拒绝出任伪职，在北京任美術学校校長。
1944年5月，他於北京逝世，享年69岁。去世后安葬于北京万安公墓，墓碑由齐白石题写。
他善书画，尤为长于花鸟画。他在绘画上宗徐青藤，善于表现梅花、莲花。他和齐白石、陈半丁、陈师曾齐名，时称京师四大画家。他的书法初期近似柳体（柳公权的書体），後来近于張遷碑的書体。他还是一位经济学家，著有经济学方面的专著。

## 著作
- 籥盦東游日記
- 中国经济学
- 财政金融学
- 中國鹽業最近狀况
- 省債
- 我的美感

## 家庭
- 父：凌绍准，清朝武秀才